# علي بن حاتم الحامدي
علي بن حاتم الحامدي (أو الحاتمي) كان الداعي الإسماعيلي الطيبي الرابع المطلق في اليمن من عام 1199 إلى وفاته عام 1209.

## الحياة
اختاره والده حاتم بن إبراهيم وهو الداعي المطلق السابق، كخليفة له بناءً على توصية مأذون حاتم (نائب الداعي المطلق الأكبر) علي بن محمد بن الوليد، الذي كان معلمه. ولما توفي حاتم سنة 1199، خلفه علي، وكان علي بن محمد بن الوليد هو المأذون.
وفي أثناء فترة حكمه اضطر إلى نقل مقر الدعوة من قلعة حراز إلى صنعاء، لأن عائلة اليعربي التي تحكم حراز وقعت في صراع أخوي وانقلبت على الطيبيين. وقد رحب به الحاتميون في صنعاء، ولم يعارض أسيادهم الأيوبيون وجوده في المدينة.
وانتقل علي بعد ذلك إلى ذمار، ولكن أُعيد إلى صنعاء عندما مرض.

## الوفاة
توفي علي في 31 أيار 1209، وانتهى معه الخط الحامدي. وخلفه علي بن محمد الذي أسس سلالة بني الوليد الأنف من الدعاة المطلقين الطيبين.